# Khương Trung
Khương Trung là một phường thuộc quận Thanh Xuân, thành phố Hà Nội, Việt Nam.

## Địa lý
Phường Khương Trung có địa giới hành chính: 
- Phía đông giáp phường Khương Mai
- Phía tây giáp phường Thượng Đình
- Phía nam giáp phường Khương Đình và quận Hoàng Mai
- Phía bắc giáp quận Đống Đa.

Phường Khương Trung có diện tích 73,79 ha (0,74 km2), dân số năm 1999 là 19.826 người, mật độ dân số đạt 25.418 người/km².

## Lịch sử
Địa bàn phường Khương Trung trước đây là làng Khương Trung thuộc xã Khương Đình, huyện Thanh Trì. Khoảng 1978-1980, làng Khương Trung trở thành một phần của tiểu khu Nguyễn Trãi, khu phố Đống Đa.
Ngày 10 tháng 6 năm 1981, Hội đồng nhân dân thành phố Hà Nội ra quyết định thay đổi cấp hành chính nội thành Hà Nội, đổi khu phố thành quận, tiểu khu thành phường. Phường Nguyễn Trãi được thành lập trên cơ sở tiểu khu Nguyễn Trãi thuộc khu phố Đống Đa.
Ngày 22 tháng 11 năm 1996, Chính phủ ban hành Nghị định 74-CP, theo đó 78,1 ha diện tích tự nhiên và 20.862 dân số của phường Nguyễn Trãi được tách ra để thành lập phường Khương Trung trực thuộc quận Thanh Xuân mới thành lập. Đồng thời, phần diện tích và dân số còn lại của phường Nguyễn Trãi được đổi tên thành phường Ngã Tư Sở thuộc quận Đống Đa hiện nay.